# ジャマール・マッシュバーン
ジャマール・マッシュバーン・シニア（Jamal Mashburn Sr.、1972年11月29日 - ）は、アメリカ合衆国・ニューヨーク州ニューヨーク出身の元プロバスケットボール選手。ポジションはスモールフォワード。NBAにおいて、1990年代から2000年代前半にかけて活躍したが、そのキャリアは怪我との戦いでもあった。卓越した1on1スキルを持ったスコアラーであり、“Monster Mash”、あるいは“Masher”の異名で名を馳せた。

## 経歴

### 学生時代
大学はケンタッキー大学でプレイ。早くからスコアラーとして活躍し、2年目となる1991-92シーズンには平均20得点を突破した。1992年のNCAAトーナメントでは、イーストリージョナル決勝にてデューク大学と対戦し、クリスチャン・レイトナーの劇的な逆転ショットの前に敗れたが、翌1993年のNCAAトーナメントではファイナル4まで進出した。3年間のプレイで通算1843得点は同校4番目の記録であり、またオールアメリカンのファーストチームにも選ばれた。

### トリプルJ
1993年のNBAドラフトにてダラス・マーベリックスから1巡目4位指名を受けてNBA入りを果たす。マッシュバーンの得点能力はNBAでも即戦力として通じ、開幕戦のユタ・ジャズ戦ではいきなり22得点を記録、4試合目では早くも30得点オーバーとなる36得点をあげた。ルーキーシーズンとなった93-94シーズンは73試合に先発出場、19.2得点4.5リバウンドのアベレージを残し、オールルーキーファーストチームに選ばれた。またマブスの新人記録を7つ更新した。デビューから好調なマッシュバーンの一方で、マブスは13勝69敗という泥沼の状況に陥っていた。しかしドラフトでは上位指名権を得られることができ、1992年のNBAドラフトではジム・ジャクソンを、翌年にはマッシュバーンを指名し、さらに翌1994年のNBAドラフトではジェイソン・キッドを指名。彼ら3人の頭文字をとって“トリプルJ”、あるいは“3J's”と銘打たれたトリオに率いられ、マブスは将来を嘱望されるチームとなるはずだった。キッドを迎え入れた94-95シーズンには36勝46敗とチーム成績は上向き、キッドは新人王に選ばれ、マッシュバーンもジャクソンに次ぐチーム2番目の平均24.1得点をあげ、11月12日のシカゴ・ブルズ戦ではキャリアハイとなる50得点を記録する など、マブスもマッシュバーンの将来も順風満帆に見えたが、3人の間に私情のもつれからくる軋轢が生じ、翌シーズンは26勝56敗と期待はずれの結果に終わった。またマッシュバーンを怪我という不幸が襲い、このシーズンの出場試合数は僅か18試合に留まった。96-97シーズン、3人の関係の悪化はいよいよ修復が効かないところまでいき、モチベーションが低下したマッシュバーンの平均得点は10.6得点まで落ち込んだ。そしてシーズン中の2月に、マイアミ・ヒートにトレードされた。

### ヒート時代
マイアミの地で心機一転を計ったマッシュバーンだが、ティム・ハーダウェイ、アロンゾ・モーニングらを揃えた強豪ヒートでは、マブスほどの得点機会を得ることはできず、またヘッドコーチのパット・ライリーからも重用されなかったことから、97-98シーズンは平均15.1得点に留まった。また1995年以来怪我に悩まされ続けるマッシュバーンは、シーズンの半分近くを欠場するという事態にも陥った。1999-2000シーズンには76試合に出場、平均17.5得点はヒートに移籍してからは最も高い数字となり、復活の兆しを見せたが、オフにはトレードに出され、シャーロット・ホーネッツへとプレイの場を移した。

### ホーネッツ時代
新天地のホーネッツで彼は若いチームメイトを牽引する役割を与えられた。マッシュバーンがかつてのマブス時代の輝きを取り戻す場となった。2000-01シーズンには76試合に出場、20.1得点7.6リバウンド5.4アシストのアベレージを記録し、完全復活を果たすと、プレイオフ1回戦では古巣のヒートと対戦。上位シードのヒートを3戦全勝で破るアップセットを演じた。翌01-02シーズンは再び怪我により42試合を欠場するものの、ホーネッツがシャーロットからニューオーリンズへと本拠地を移した02-03シーズンにはキャリア初となるシーズン全82試合に出場を果たし、さらに初のオールスター、そして初のオールNBAサードチームに選ばれた。2003年のオールスターゲームでは14分間で10得点、4リバウンドの数字を残したがイーストは、ダブルオーバータイムの末、155-145で負けた。同年の2月21日のメンフィス・グリズリーズ戦では2度目のキャリアハイタイとなる50得点をあげ、個人としては最高のシーズンを過ごした。03-04シーズンは開幕から欠場が続いた。マッシュバーンが戦列に復帰したのは年を越した1月のことであったが、復帰戦ではいきなり24得点を稼ぎ出し、以降平均20.8得点をあげてモンスター・マッシュが健在であることを周囲に示したかに見えたが、3月7日のトロント・ラプターズ戦以降再び欠場となった。結果的にこのラプターズ戦であげた僅か9得点が彼のNBAでの最後のプレイとなった。このシーズンの出場試合は19試合に留まっている。

### 引退へ
現役続投を望むマッシュバーンは怪我を完治させるため、04-05シーズンは開幕から参加せず、治療に専念した。マッシュバーンは主な故障箇所である膝のマイクロフラクチャー手術を行い、復帰に向けてリハビリを行っていたが、2月24日にホーネッツからフィラデルフィア・76ersにトレードされて、マッシュバーンは05-06シーズンも76ersの一員として迎えた。しかし膝の回復は思わしくなく、マッシュバーンは開幕から故障者リスト入りし、そしてついに2006年3月24日、76ersはマッシュバーンを解雇し、マッシュバーンは現役引退を表明した。
NBAでの通算成績は19.1得点5.4リバウンド4.0アシスト。事実上のラストシーズンとなったホーネッツでの03-04シーズンは平均20.8得点あげており、まだまだ全盛期といえるなかでの現役引退であった。1970年以降、平均20得点以上をあげておきながら引退した選手は彼とジェリー・ウェスト、ラリー・バード、ドレイゼン・ペトロヴィッチ、レジー・ルイス、マイケル・ジョーダンのわずか6人だけである。しかもそのうちの2名、ペトロヴィッチは交通事故死、ルイスは急死によるもので、最後のシーズンに彼よりも平均得点が高かったのは、1964-65シーズンを最後に引退したボブ・ペティットただ1人である。

## プレースタイル
多彩なドリブルワークと広いシュートレンジの持ち主であり、インサイドからスリーポイントシュートまでと、正に「どこからでも点が取れる」スコアラーで、名ディフェンダーのスコッティ・ピッペンが最も守りづらい選手と発言。また得点のみならずアシストからリバウンドまで高いレベルでこなせる非常に万能な選手だった。一方で怪我による長期欠場や、プレッシャーの掛かる場面で精彩を欠くことも少なくなく、その才能は誰もが認めながらも「肉体的にも精神的にも弱い」という評価はキャリアを通して着いてまわった。

## 個人成績

### NBA

#### レギュラーシーズン
| シーズン     | チーム       | GP  | GS  | MPG  | FG%  | 3P%   | FT%  | RPG | APG | SPG | BPG | PPG  |
| ------------ | ------------ | --- | --- | ---- | ---- | ----- | ---- | --- | --- | --- | --- | ---- |
| 1993–94      | DAL          | 79  | 73  | 36.7 | .406 | .284  | .699 | 4.5 | 3.4 | 1.1 | .2  | 19.2 |
| 1994–95      | DAL          | 80  | 80  | 37.3 | .436 | .328  | .739 | 4.1 | 3.7 | 1.0 | .1  | 24.1 |
| 1995–96      | DAL          | 18  | 18  | 37.2 | .379 | .343  | .729 | 5.4 | 2.8 | .8  | .2  | 23.4 |
| 1996–97      | DAL          | 37  | 21  | 26.4 | .372 | .321  | .649 | 3.1 | 2.5 | .9  | .1  | 10.6 |
| 1996–97      | MIA          | 32  | 30  | 37.2 | .398 | .329  | .752 | 5.6 | 3.5 | 1.3 | .2  | 13.4 |
| 1997–98      | MIA          | 48  | 48  | 36.0 | .435 | .303  | .797 | 4.9 | 2.8 | .9  | .3  | 15.1 |
| 1998–99      | MIA          | 24  | 23  | 35.6 | .451 | .433  | .721 | 6.1 | 3.1 | .8  | .1  | 14.8 |
| 1999–00      | MIA          | 76  | 76  | 37.2 | .445 | .403  | .778 | 5.0 | 3.9 | 1.0 | .2  | 17.5 |
| 2000–01      | CHA          | 76  | 76  | 39.3 | .413 | .356  | .766 | 7.6 | 5.4 | 1.1 | .2  | 20.1 |
| 2001–02      | CHA          | 40  | 40  | 40.0 | .407 | .366  | .876 | 6.1 | 4.3 | 1.1 | .2  | 21.5 |
| 2002–03      | NOH          | 82  | 81  | 40.5 | .422 | .389  | .848 | 6.1 | 5.6 | 1.0 | .2  | 21.6 |
| 2003–04      | NOH          | 19  | 18  | 38.4 | .392 | .284  | .813 | 6.2 | 2.5 | .7  | .3  | 20.8 |
| 通算         | 通算         | 611 | 584 | 37.3 | .418 | .345  | .766 | 5.4 | 4.0 | 1.0 | .2  | 19.1 |
| オールスター | オールスター | 1   | 0   | 14.0 | .571 | 1.000 | .000 | 4.0 | 2.0 | 2.0 | .0  | 10.0 |

#### プレーオフ
| シーズン | チーム | GP | GS | MPG  | FG%  | 3P%  | FT%  | RPG | APG | SPG | BPG | PPG  |
| -------- | ------ | -- | -- | ---- | ---- | ---- | ---- | --- | --- | --- | --- | ---- |
| 1997     | MIA    | 17 | 17 | 32.6 | .387 | .355 | .650 | 4.9 | 2.1 | 1.0 | .1  | 10.5 |
| 1998     | MIA    | 5  | 3  | 25.8 | .267 | .364 | .750 | 4.4 | 1.8 | .6  | .2  | 6.2  |
| 1999     | MIA    | 5  | 5  | 30.4 | .388 | .429 | .667 | 2.6 | 2.0 | .4  | .0  | 10.0 |
| 2000     | MIA    | 10 | 10 | 42.3 | .401 | .394 | .857 | 4.6 | 3.2 | 1.1 | .2  | 17.5 |
| 2001     | CHA    | 10 | 10 | 41.9 | .404 | .333 | .841 | 6.2 | 5.7 | 1.2 | .3  | 24.9 |
| 2002     | CHA    | 1  | 1  | 10.0 | .000 | .000 | .000 | 1.0 | 1.0 | .0  | .0  | .0   |
| 2003     | NOH    | 4  | 4  | 40.5 | .430 | .400 | .714 | 3.5 | 5.3 | 1.0 | .3  | 24.8 |
| 通算     | 通算   | 52 | 50 | 35.6 | .389 | .369 | .780 | 4.7 | 3.2 | .9  | .2  | 15.0 |